# Chase Buchanan
Chase Buchanan (Columbus, 4 juni 1991) is een Amerikaanse tennisser. Hij heeft nog geen ATP toernooi gewonnen, wel deed hij al mee aan Grand Slams. Hij heeft zes challengers in het dubbelspel op zijn naam staan.

## Palmares dubbelspel
| Nr.                              | Datum             | Toernooi        | Ondergrond    | Partner         | Tegenstanders in finale             | Score               |
| -------------------------------- | ----------------- | --------------- | ------------- | --------------- | ----------------------------------- | ------------------- |
| Gewonnen challengers herendubbel |                   |                 |               |                 |                                     |                     |
| 1.                               | 24 november 2013  | Toyota          | Tapijt (i)    | Blaž Rola       | Marcus Daniell Artem Sitak          | 4-6, 6-3, [10-4]    |
| 2.                               | 6 juli 2014       | Manta           | Hardcourt     | Peter Polansky  | Luis David Martínez Eduardo Struvay | 6-4, 6-4            |
| 3.                               | 3 mei 2015        | São Paulo       | Gravel        | Blaž Rola       | Guido Andreozzi Sergio Galdós       | 6-4, 6-4            |
| 4.                               | 20 september 2015 | Cary            | Hardcourt     | Blaž Rola       | Austin Krajicek Nicholas Monroe     | 6-4, 6-7(5), [10-4] |
| 5.                               | 27 september 2015 | Columbus        | Hardcourt     | Blaž Rola       | Mitchell Krueger Eric Quigley       | 6-4, 4-6, [19-17]   |
| 6.                               | 8 november 2015   | Charlottesville | Hardcourt (i) | Tennys Sandgren | Peter Polansky Adil Shamasdin       | 3-6, 6-4, [10-5]    |

## Prestatietabellen
| Legenda | Legenda                          |
| ------- | -------------------------------- |
| g.t.    | geen toernooi gehouden           |
| l.c.    | lagere categorie                 |
| –       | niet deelgenomen                 |
| G       | uitgeschakeld in de groepsfase   |
| 1R      | uitgeschakeld in de eerste ronde |
| 2R      | uitgeschakeld in de tweede ronde |
| 3R      | uitgeschakeld in de derde ronde  |
| 4R      | uitgeschakeld in de vierde ronde |
| KF      | uitgeschakeld in de kwartfinale  |
| HF      | uitgeschakeld in de halve finale |
| F       | de finale verloren               |
| W       | het toernooi gewonnen            |
| w-v     | winst/verlies-balans             |

### Prestatietabel (Grand Slam) enkelspel
| Grandslamtoernooien   |      |      |        |
| Australian Open       | –    | –    | 0-0    |
| Roland Garros         | –    | –    | 0-0    |
| Wimbledon             | –    | –    | 0-0    |
| US Open               | 1R   | –    | 0-1    |
| Winst-verlies         | 0–1  | 0–0  | 0-1    |
| ATP World Tour Finals |      |      |        |
| ATP World Tour Finals | –    | –    | 0-0    |
| ATP Masters 1000      |      |      |        |
| Indian Wells          | –    | –    | 0-0    |
| Miami                 | –    | –    | 0-0    |
| Monte Carlo           | –    | –    | 0-0    |
| Rome                  | –    | –    | 0-0    |
| Madrid                | –    | –    | 0-0    |
| Montréal/Toronto      | –    | –    | 0-0    |
| Cincinnati            | –    | 1R   | 0-1    |
| Shanghai              | –    | –    | 0-0    |
| Parijs                | –    | –    | 0-0    |
| Olympische Spelen     |      |      |        |
| Olympische Spelen     | g.t. | g.t. | 0-0    |
| Statistieken          |      |      |        |
| Totaal aantal titels  | 0    | 0    | 0      |
| Totaal winst-verlies  | 0-1  | 0-1  | 0-2    |
| Eindejaarsranking     | 1188 | 191  | n.v.t. |

### Prestatietabel (Grand Slam) dubbelspel
| Grandslamtoernooien   |      |     |      |        |
| Australian Open       | –    | –   | –    | 0-0    |
| Roland Garros         | –    | –   | –    | 0-0    |
| Wimbledon             | –    | –   | –    | 0-0    |
| US Open               | 1R   | 1R  | 1R   | 0-3    |
| Winst-verlies         | 0–1  | 0–1 | 0–1  | 0-3    |
| ATP World Tour Finals |      |     |      |        |
| ATP World Tour Finals | –    | –   | –    | 0-0    |
| Olympische Spelen     |      |     |      |        |
| Olympische Spelen     | –    | –   | g.t. | 0-0    |
| Statistieken          |      |     |      |        |
| Totaal aantal titels  | 0    | 0   | 0    | 0      |
| Eindejaarsranking     | 1476 | 407 | 227  | n.v.t. |